# Витрифицированные форты

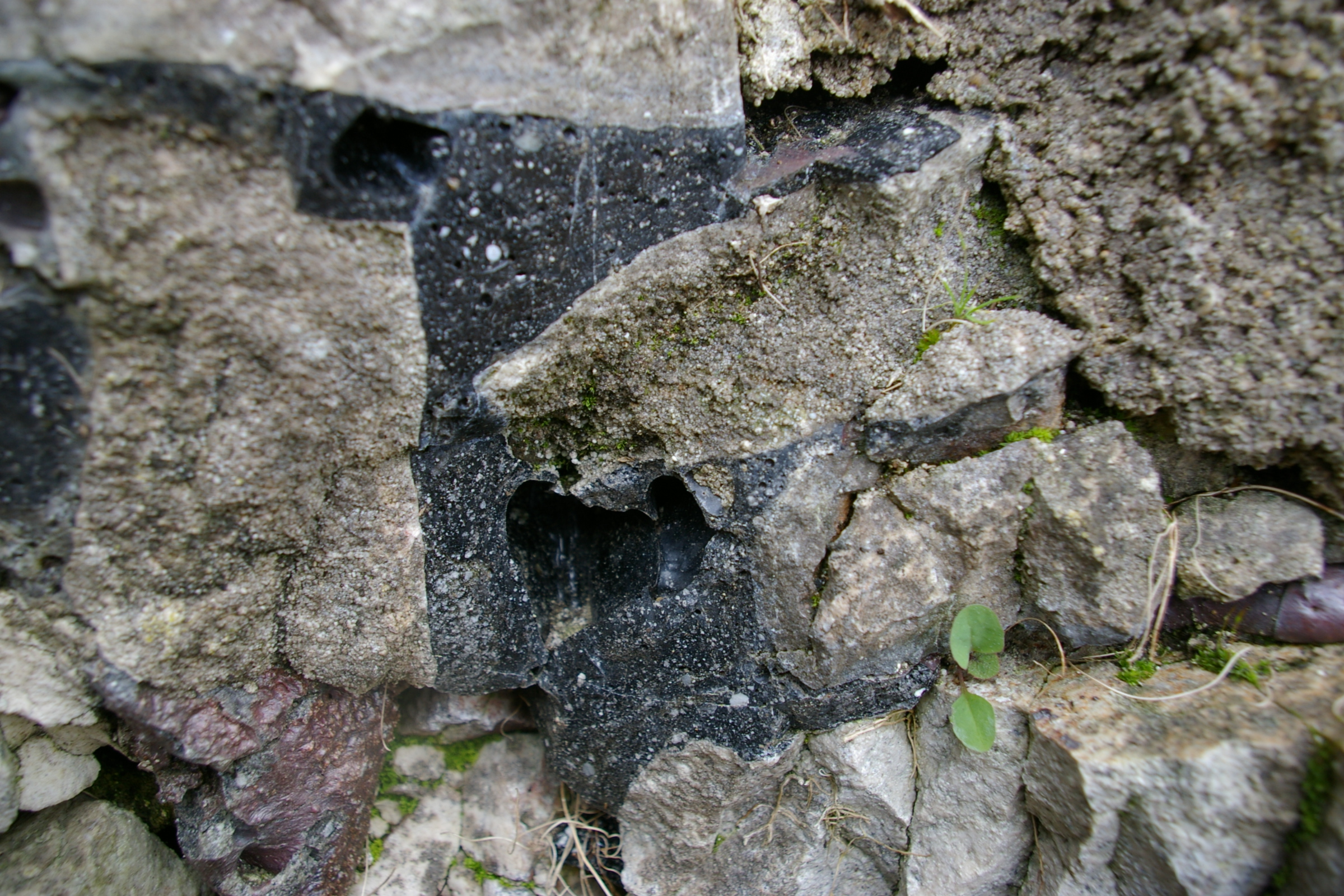
Витрифицированная часть стены замка Сент-Сюзанн (Майен) (Sainte-Suzanne (Mayenne)). 2006 г.

Витрифици́рованные фо́рты — оборонительные сооружения, каменные стены которых подвергнуты витрификации, то есть частично расплавлены, а пустоты между ними заполнены стекловидным шлаком.

## Общие сведения
Термин «витрифицированный форт» (стена, вал) относится к древним строениям, возникшим в диапазоне от неолита до кельтов и римского периода. Составляющие их камни песчаника, гранита или чего-то подобного были подвергнуты витрификации, то есть разогреты до так называемой температуры стеклования, которая в данных случаях была не ниже 1100—1300 °С. Остатки порядка 200 подобных сооружений существуют на большей части Европы, включая Британские острова, Францию, Скандинавию, Германию, Венгрию, Португалию. Имеется подобное и в других частях света, например индостанский Мохенджо-Даро. Как правило, сооружения расположены на холмах и занимают выгодные оборонительные позиции. Их камни и связывающий раствор превращены в стекло, чёрно-зелёный цвет которого и фактура подобны кузнечному шлаку. При этом часто длина стен превосходит 20 метров, толщина 2,5 и высота — 1 метр. То есть витрифицированные строения являются своего рода неуместным артефактом, так как для создания эффекта требовалось значительное по мощности и длительности тепловое воздействие, трудно представимое для древних времён.

## История
Одно из наиболее ранних упоминаний витрифицированных элементов строений встречается в книге «Полиоркетика» (др.-греч. Πολιορκητικά) у Аполлодора Дамаскского — архитектора и инженера начала II века нашей эры.
Первые научные описания и всплеск интереса к витрифицированным строениям датируются XIX веком. Например, в 1806 году французский натуралист Луиc Молни (фр. Louis Maulny), в 1811 году автор исторических очерков Пьер Ренуар, в 1829 году археолог и минералог Жан-Мари Башло, а в 1862 году Французское общество археологии касались разных аспектов создания витрифицированных сооружений.

## Гипотезы происхождения витрифицирования
В настоящее время не существует общепризнанной научным сообществом гипотезы происхождения древнего витрифицирования. Среди различных версий наибольшее распространение получила так называемая катастрофическая, предполагающая организацию уничтожительного пожара, например силами врагов. Однако она не даёт удовлетворительных объяснений технологии создания длительного и мощного теплового воздействия на стены каменных строений.
Последнее исследование на эту тему показывает, что, скорее всего, такие форты преднамеренно сжигались их создателями для различных целей (военные или культовые). Если для военных целей, то сжигание способствовало укреплению стены — «усиление происходит просто потому, что мелкозернистые материалы между более крупными блоками могут сплавляться вместе при спекании, когда они частично расплавлены. И действительно, так часто сообщается, что большие блоки окружены стекловидной массой, которая сплавляется с ними».